# Династија Северни Сунг
Крајем 9. века велики је сељачки устанак готово уништио средишњу власт династије Танг. Кина је подијељена на 10 држава с малим остатком царства којим је владало пет династија у низу (тзв. Касни Лијанг).
У јануару 960. године, генерал Чао Кјанг-јин је извршио државни удар који је искористио Сунг Таи-цу (Цар Таи-цу из династије Сунг) да се докопа пријестола. Вешти војни и политички вођа Таицу је постао први царе нове династије Сунг. Он је успео да уједини Кину и уништи претњу са севера, али династија Сунг никада није повратила под своју власт Анам (северни Вијетнам), а китанска држава Лијао још увек је заузимала гранична подручја на североистоку где су основали своје царство у Манџурији и унутрашњој Монголији. На северозападу су Тагнути основали снажно царство Си Сја. Та су подручја остала под страном влашћу до 1368. године.
Нова држава била је разједињенија него што је била у време династије Танг, а и војно слабија. Међутим, „Царски владајући састав” још је више поједностављен и установљена је управа чиновника по заслузи. То је било и раздобље брзога господарског развоја. У раздобљу од 750. до 1100. становништво се готово удвостручило, углавном због ширења узгоја пиринча (која потиче из југоисточне Азије) у средишњој и јужној Кини што је довело до стварања вишкова хране. Ово повећање броја становника је био разлог што се средишња власт повукла из свестраног и темељног управљања трговином и она је препуштена слободном тржишту. Трговина је надаље досегла већи развој употрабом папирног новца, те великом концентрацијом трговине око прве престонице Сунга, Кајфенга. Кајфенг је био и средиште канала (Велики канал) и мреже путева државе Сунг.

### Списак владара династија Северни Сунг
| Постхумно име1 | Храмовно име              | Лично име                            | Владарско име | Период владавине                                                   |
| --- | ------------------------- | ------------------------------------ | --- | ------------------------------------------------------------------ |
| Конвенција за навођење: храмовно име. |                           |                                      | |                                                                    |
| Цар Да-сјао 大孝皇帝 (Dàxiào huángdì) | Таи-цу 太祖 (Tàizǔ)       | Џао Куанг-јин 赵匡胤 (Zhào Kuāngyìn) | Ђијен-лунг (建隆) Ћијен-д’ (乾德) Каи-бао (开宝)                                                                                                | 960-963 -968 -976.                                                 |
| Цар Ву-вен 武文皇帝 (Wǔwén huángdì) | Таи-цунг 太宗 (Tàizōng)   | Џао Гуанг-ји 赵光义 (Zhào Guāngyì)   | Таи-пинг-сјинг-гуо (太平兴国) Јунг-сји (雍熙) Дуан-гунг (端拱) Чун-хуа (淳化) Џ’-дао (至道)                                                     | 976-984 -987 988-989 990-994 995-997.                              |
| Цар Јуен-сјао 元孝皇帝 (Yuánxiào huángdì) | Џен-цунг 真宗 (Zhēnzōng)  | Џао Д’-чанг 赵德昌 (Zhào Déchāng)    | Сјен-пинг (咸平) Ђинг-д’ (景德) Да-џунг-сјанг-фу (大中祥符) Тијен-сји (天禧) Ћијен-сјинг (乾兴)                                                 | 998-1003 1004-1007 1008-1016 1017-1021 1022.                       |
| Цар Минг-сјао 明孝皇帝 (Míngxiào huángdì) | Жен-цунг 仁宗 (Rénzōng)   | Џао Шоу-ји 赵受益 (Zhào Shòuyì)      | Тијен-шенг (天圣) Минг-дао (明道) Ђинг-јоу (景祐) Бао-јуен (宝元) Канг-динг (康定) Ћинг-ли (庆历) Хуанг-јоу (皇祐) Џ’-х’ (至和) Ђија-јоу (嘉祐) | 1023-1032 -1033 1034-1038 -1040 -1041 -1048 1049-1054 -1056 -1063. |
| Цар Сјуен-сјао 宣孝皇帝 (Xuānxiào huángdì) | Јинг-цунг 英宗 (Yīngzōng) | Џао Цунг-ш’ 赵宗实 (Zhào Zōngshí)    | Џ’-пинг (治平) | 1063-1067.                                                         |
| Цар Шенг-сјао 圣孝皇帝 (Shèngxiào huángdì) | Шен-цунг 神宗 (Shénzōng)  | Џао Џунг-џен 赵仲针 (Zhào Zhòngzhēn) | Сји-нинг (熙宁) Јуен-фенг (元丰) | 1068-1077 1078-1085.                                               |
| Цар Џао-сјао 昭孝皇帝 (Zhāoxiào huángdì) | Џ’-цунг 哲宗 (Zhézōng)    | Џао Јунг 赵佣 (Zhào Yōng)            | Јуен-јоу (元祐) Шао-шенг (绍盛) Јуен-фу (元符)                                                                                                  | 1086-1094 -1098 -1100.                                             |
| Цар Сјен-сјао 显孝皇帝 (Xiǎnxiào huángdì) | Хуи-цунг 徽宗 (Huīzōng)   | Џао Ђи 赵佶 (Zhào Jí)                | Ђијен-џунг-ђинг-гуо (建中靖国) Чунг-нинг (崇宁) Да-хуан (大欢) Џенг-х’ (政和) Чунг-х’ (重和) Сјуен-х’ (宣和)                                    | 1101 1102-1106 1107-1110 1111-1118 -1119 -1125.                    |
| Цар Жен-сјао 仁孝皇帝 (Rénxiào huángdì) | Ћин-цунг 钦宗 (Qīnzōng)   | Џао Дан 赵亶 (Zhào Dǎn)              | Ђинг-канг (景康) | 1125-1127.                                                         |
| 1. Владари династије Сунг имали су комплексна постхумна имена. Ради прегледности, у табелама су дата скраћена постхумна имена. Целовита постхумна имена налазе се у списку владара на чланку о овој династији. |                           |                                      | |                                                                    |